# L'Affaire Thomas Crown (film, 1968)
Pour les articles homonymes, voir L'Affaire Thomas Crown.
Pour plus de détails, voir Fiche technique et Distribution.
L'Affaire Thomas Crown (The Thomas Crown Affair) est un film américain réalisé et produit par Norman Jewison, sorti en 1968. Les rôles principaux sont tenus par Steve McQueen et Faye Dunaway. Le film reçoit deux nominations aux Oscars et gagne celui de la meilleure bande originale avec la chanson de Michel Legrand The Windmills of Your Mind.

## Synopsis
Thomas Crown (Steve McQueen), séduisant banquier divorcé et amateur de sports, estime que sa vie d'homme riche ne lui procure plus aucune satisfaction. Afin de ressentir à nouveau le frisson de l'aventure, il prépare minutieusement, avec la complicité de cinq hommes de main qui ne se connaissent pas et qui ne se rencontreront qu'une fois, l'audacieux braquage de sa propre banque.
Le coup réussit à la perfection, ce qui laissera la police perplexe.
Tandis que l'enquête menée par le commissaire Edward « Eddy » Malone (Paul Burke) piétine, Thomas s'en va cacher le butin en Suisse. Il découvre alors que la compagnie d'assurances de la banque lui a dépêché une redoutable enquêtrice, la ravissante et sagace Vicki Anderson (Faye Dunaway).

## Fiche technique
- Titre : L'Affaire Thomas Crown
- Titre original : The Thomas Crown Affair
- Réalisation : Norman Jewison, assisté de Walter Hill
- Scénario : Alan Trustman (en)
- Direction artistique : Robert F. Boyle
- Photographie : Haskell Wexler
- Montage : Hal Ashby, Byron Brandt et Ralph E. Winters
- Musique : Michel Legrand
- Format : 35mm - Couleur : Deluxe - Ratio : 1,66:1 - Son : Monophonique
- Directeur du casting : Lynn Stalmaster
- Décors : Edward G. Boyle
- Son : Walter Goss (en)
- Production : Norman Jewison
  - Production associée : Hal Ashby
- Société de production : Solar Productions - Simkoe - The Mirisch Corporation
- Conception générique : Pablo Ferro
- Distribution :  États-Unis : United Artists
- Budget : 4 300 000 $[1]
- Box office : 14 000 000 $
- Pays :  États-Unis
- Genre : Thriller et romance
- Durée : 102 minutes
- Dates de sortie :
  - États-Unis : 19 juin 1968
  - France : octobre 1968

## Distribution
- Steve McQueen (VF : Jacques Thébault) : Thomas Crown
- Faye Dunaway (VF : Sylviane Mathieu) : Vicki Anderson
- Paul Burke (VF : Dominique Tirmont) : inspecteur principal Edward « Eddy » Malone
- Jack Weston : Erwin Weaver
- Gordon Pinsent : Jamie McDonald
- Yaphet Kotto (VF : Bachir Touré) : Carl
- Biff McGuire (VF : René Bériard) : Sandy
- Addison Powell : Abe
- Richard Bull : Un garde
- Patrick Horgan : Danny
- Bruce Glover : le directeur de la banque
- Tom Rosqui (en) : le détective privé
- Sam Melville (en) : Dave
- Nora Marlowe (en) : Marcie
- Paul Verdier (en) : le liftier
- Judy Pace (en) : la jolie fille
- Astrid Heeren (VF : Monique Martial) : Gwen

- Charles Lampkin (non crédité) : employé d'ascenseur

## Production

### Tournage

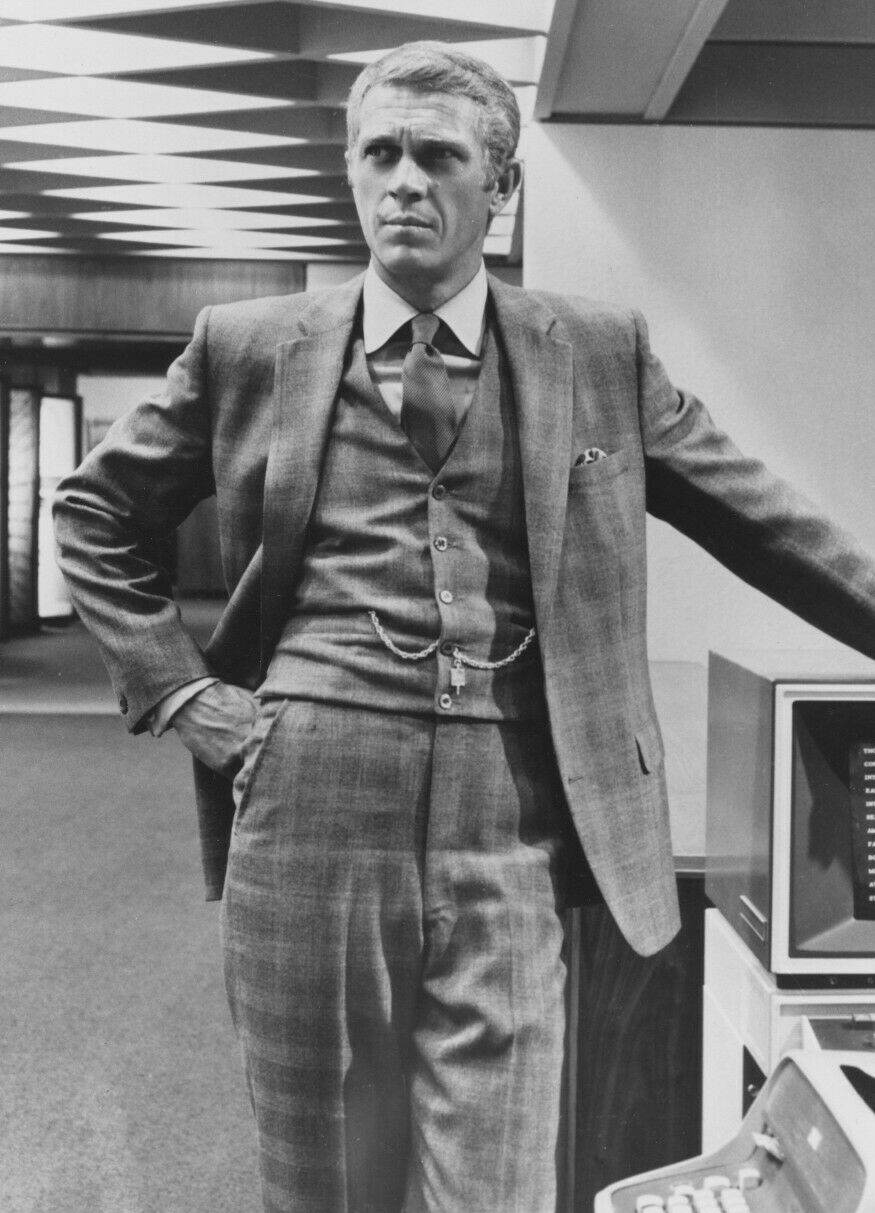
Steve McQueen dans une scène du film

Le réalisateur du film avait découvert lors d'une exposition à Montréal une nouveauté appelée split screen (écran divisé en plusieurs écrans plus petits). Pour la première fois, il a voulu utiliser le procédé dans ce film de fiction pour montrer plusieurs actions en même temps. Richard Fleischer l'imitera la même année avec L'Étrangleur de Boston.
Le scénario se base sur un texte d'une quarantaine de pages écrit par Alan R. Trustman, un avocat de Boston. Ce document étant peu détaillé, le metteur en scène Norman Jewison a pu bénéficier d'une grande latitude, que ce soit au plan de la conception des scènes ou de celui de la technique (cadrages et techniques innovantes pour l'époque...), dans l'atmosphère de liberté créatrice qui caractérise la fin des années 1960. Selon Jewison, L'Affaire Thomas Crown est une œuvre où la forme prime sur le fond.
Une des scènes cultes du film est celle du baiser entre Steve McQueen et Faye Dunaway, le plus long baiser de cinéma à l'époque d'une durée de 55 secondes. Le tournage de cette scène a duré plus de huit heures étalées sur plusieurs jours.
Une autre scène fameuse est celle du jeu d'échecs. McQueen et Dunaway jouent aux échecs, flirtant silencieusement l'un avec l'autre par des jeux de regards et des effleurements.
La villa de Thomas Crown, utilisée pour le tournage, se situe sur Vernon Street, dans le quartier Beacon Hill de Boston.
Le cimetière dans lequel est tournée la dernière scène et celle du dépôt de la rançon, est situé à Cambridge (Massachusetts). En outre, une scène montre Thomas Crown et Vicki se promenant dans le cimetière de Copp's Hill, l'un des plus anciens cimetières de Boston.

### Choix des interprètes
Sean Connery avait été pressenti pour le rôle de Thomas Crown mais il déclina l'offre, décision qu'il dira plus tard avoir regrettée. C'est ainsi que le rôle échut à Steve McQueen, qui déclarera que ce fut son rôle favori.
Anouk Aimée et Brigitte Bardot avaient été pressenties par Norman Jewison pour le rôle de Vicki Anderson, mais elles le refusèrent. Le cinéaste pensa alors à Eva Marie Saint, avec qui il avait travaillé sur le film Les Russes arrivent en 1966. Mais il changea rapidement d'avis et jeta son dévolu sur Faye Dunaway, dont la carrière venait de prendre son envol grâce au succès du film Bonnie and Clyde.

### Bande-son
La musique est signée Michel Legrand, sa première composition à Hollywood.

« Les deux premières années à Hollywood, je vivote. Et puis le réalisateur Norman Jewison m'appelle pour L’Affaire Thomas Crown. Il a cinq heures d’images et ne sait pas comment les monter. Je lui propose de partir en vacances, de me laisser écrire une heure et demie de musique et de monter ensuite son film à partir de ma musique. C’était la première fois qu’on travaillait comme ça à Hollywood. Et ça a marché ! »

— Michel Legrand
Ainsi dans la fameuse scène de partie d'échecs, les plans filmés s'alternent au rythme de la musique originale, ce qui contribue à l'intensité dramatique de la scène.
La musique du film est nommée à l'Oscar de la meilleure bande originale en 1969. Elle contient le titre The Windmills of Your Mind (Les Moulins de mon cœur), chanté par Noel Harrison, qui reçoit l'Oscar de la meilleure chanson originale lors de la même cérémonie. Devenu un standard, il sera par la suite repris par de nombreux interprètes, notamment en France par Claude François et Marcel Amont.

### Accessoires du film
La Rolls-Royce noire utilisée dans le film a été commandée en 1967 par Jerry Bresler (producteur de films à Hollywood). Il s'agissait d'un coupé Silver Shadow Mulliner Park Ward. Vendue ensuite à Sharon Simons, elle a été repeinte en 2000 (en Oxford Blue), puis vendue aux enchères (chez Bonhams). La voiture se trouve aujourd'hui exposée au Petersen Automotive Museum.
Steve McQueen était un mordu de sports mécaniques, en particulier les courses en tout-terrain, sur deux et quatre roues : le film comprend une longue séquence où il emmène Faye Dunaway dans une course échevelée, ponctuée d'acrobaties spectaculaires sur une plage déserte à bord d'un Buggy Meyers Manx rouge.
Des scènes de vol à voile acrobatique figurent dans le film : le planeur jaune est un Schweizer 1-23.

## Remake
- Le remake L'Affaire Thomas Crown (1999) a été tourné par John McTiernan avec Pierce Brosnan et Rene Russo. Faye Dunaway y tient un rôle clin d'œil : celui de la psychanalyste de Thomas Crown.